# Сіма Чиркович
Сіма Чиркович (серб. Сима Ћирковић, 29 січня 1929 — 14 листопада 2009) — сербський історик. Чиркович був членом Академії наук і мистецтв Югославії, Боснії і Герцеговини, Сербії, Чорногорії та Воєводини. Займався дослідженням середньовічної історії сербського народу.

## Біографія
Сіма Чиркович народився 29 січня 1929 року в Осієку, Савська бановина у Королівстві Югославія.
Відвідував початкову школу в Сомборі. В період Другої світової війни під час окупації Сербії (1941–1944) пішов у середню школу в Белграді. Згодом продовжив свою середню освіту в Сомборі з 1945 по 1948 рік. Чиркович вивчав історію на філософському факультеті Белградського університету з 1948 по 1952 роки. Після короткого періоду роботи у Державному архіві в Зреняніні та Національній бібліотеці Сербії, був обраний асистентом Інституту Історії у Белграді в 1955 році. Там Чиркович захистив докторську дисертацію «Герцог Стефан Вукчич Косача і його доба» в 1957 році. Пізніше він працював як доцент на факультеті філософії в Белграді, де викладав історію народів Югославії в середні віки. Науковець був заступником декана з 1964 по 1966 рік і деканом з 1974 по 1975 рік. З 1968 року носив звання професора. Академічну кар'єру завершив у зв'язку з виходом на пенсію у 1994 році.

## Погляди
В січні 1975 року Чиркович пішов у відставку з посади декана філософського факультету Белградського університету  після  припинення діяльності дисидентської марксистської групи Praxis, яка орієнтувалась на гуманістичні цінності. Учасниками групи були професорами його факультету.
У 1986 році Чиркович критикував Меморандум Сербської академії наук і мистецтв. Пізніше, Чиркович стверджував, що суперечливий Меморандум Сербської академії наук і мистецтв слід розглядати як «так званий Меморандум». Оскільки він ніколи не був прийнятий Академією, то дослідник стверджував, що назва  «меморандум» щодо документу є маніпуляцією, яка сприяла розпаленню міжетнічної напруги представниками різних політичних сил.
Під час облоги Дубровника в 1991 році він та інші югославські історики відправили відкритого листа до югославських сил з проханням не руйнувати історичну частину міста, яка має історичну та культурну цінність.
Чиркович підкреслював, що історія сербського народу тісно пов’язана з його міграціями. Особливо важливими були міграції до Угорщини протягом XV та XVI століть. На думку історика, вони сприяли засвоєнню більшою частиною сербського населення сучасної європейської культури. За Чирковичем, наслідки взаємодії сербів з сусідами, призвели до культурного розвитку, створення громадянського суспільства та посилили опір в регіонах, які все ще перебували під пануванням Османської імперії. 
Слідуючи за науковим підходом щодо кількох століть слов'янської присутності у Бачці та Банаті, він вважав теорію про автохтонність косовських албанців на території Косово міфом, який завдяки критичному мисленню буде відкинуто.
Чиркович також висловлював занепокоєння щодо конфліктних відносин між сербами та албанцями на сучасному етапі. Він вважав, що географічне змішання цих двох груп населення робить абсолютно неможливим створення відчуття безпеки для кожної з груп через територіальний поділ. Натомість Чиркович підтримував те, що він вважав за прагматичний підхід до толерантності. Він підкреслював необхідність надання кожній громаді достатньої автономії щодо освіти, використання мови та зв'язків з основним культурним середовищем та співвітчизниками. Своїм основним завданням він вважав сприяння толерантності, щоб зробити можливим діалог як основу для матеріального та культурного прогресу обох народів.
Чиркович вважав, що Боснія і Герцеговина має свою історичну основу в минулому, її існування  є виправданим. Він стверджував, що Боснія і Герцеговина займають свою позицію як суверенна держава в сучасному світі не стільки через свою середньовічну історію та специфічний соціально-політичний розвиток, що був незалежним своїх сусідів, скільки як стабілізуючий фактор щодо сусідніх країн. Вона має бути організована не як національна, а як громадянська держава. За його оцінкою розділенність боснійського суспільства ґрунтуються виключно на конфесійних ознаках.

## Нагороди
- "Oktobarska Award" (1965)
- "Prosveta Award" (1972)
- "Sedmojulska Award" of the Socialist Republic of Serbia for lifetime achievement (1982)
- "Orden rada sa crvenom zastavom" (1988) (Order of labor with a red flag)
- Belgrade Award (2006)
- "Konstantin Jirecek" Medal of the German Society for Southeast Europe (2006)[3].

## Спадщина
У 2006 році хорватський історик Іво Банац згадував Чирковича як «найвизначнішого сербського історика сучасності».
Історики Джон Р. Лампе та Костянтин Іордакі описували Чирковича як «провідного історика середньовічної Сербії».

## Праці
- Ostaci starije društvene strukture u bosanskom feudalnom društvu, Istorijski glasnik 3-4, Belgrade,1958. 155-164. p.
- Srednjovekovna srpska država-izabrani izvori, Školska knjiga, Zagreb, 1959.
- Ćirković, Sima (1959). "Jedan prilog o banu Kulinu". Istorijski časopis. 9–10: 71–77.
- Četvtina, Naučno delo, Belgrade,1963.
- Die bosnische Kirche,Accademia Nazionale dei Lincei,Roma, 1963.
- Ćirković, Sima (1964a). Istorija srednjovekovne bosanske države. Belgrade: Serbian Literary Guild.
- Ćirković, Sima (1964b). "Sugubi venac: Prilog istoriji kraljevstva u Bosni". Zbornik Filozofskog fakulteta u Beogradu. 8 (1): 343–370.
- Ćirković, Sima (2014) [1964]. "The Double Wreath: A Contribution to the History of Kingship in Bosnia". Balcanica (45): 107–143. doi:10.2298/BALC1445107C.
- Ćirković, Sima (1964v). Herceg Stefan Vukčić-Kosača i njegovo doba. Belgrade: Naučno delo.
- Golubac u srednjem veku, Braničevo, Požarevac, 1968.
- Istorija za II razred gimnazije, Zavod za izdavanje udžbenika, Sarajevo,1967, 1969.
- Đurađ Kastriot Skenderbeg i Bosna, Simpozijum o Skenderbegu, Priština, 1969.
- Ćirković, Sima (1970). "Zeta u državi Nemanjića". Istorija Crne Gore (PDF). Vol. 2. Titograd: Redakcija za istoriju Crne Gore. pp. 3–93.
- Ćirković, Sima (1970). "Doba Balšića (prvi deo)". Istorija Crne Gore (PDF). Vol. 2. Titograd: Redakcija za istoriju Crne Gore. pp. 3–48.
- O despotu Vuku Grgureviću, Matica srpska, Novi Sad,1970.
- Zdravstvene prilike u srednjovekovnoj bosanskoj državi,Acta historica medicinae, pharmaciae et veterinae 10/2, Sarajevo,1970. 93-98 p.
- Istorija ljudskog društva i kulture od XII do XVIII za učenike II razreda gimnazije društveno-jezičkog smera, Zavod za izdavanje udžbenika Narodne Republike Srbije, Belgrade,1962,1964,1966,1968,1970,1971. (prevedeno na mađarski, rumunski, bugarski i albanski jezik)
- Srednjovekovna Bosna u delu Ante Babić ,"Babić A., Iz istorije srednjovekovne Bosne", Sarajevo,1972. 5-8. p.
- Odjeci ritersko-dvorjanske kulture u Bosni krajem srednjeg veka,"Srednjovekovna Bosna i evropska kultura", Muzej grada, Zenica,1973. 33-40. p.
- Ćirković, Sima (1974). Despot Georg Branković und die Verhandlungen zwischen Ungarn und der Turken im J. 1454. L'Académie serbe des Sciences et des Arts.
- Ćirković, Sima (1981). "Obrazovanje srpske države". Istorija srpskog naroda. Vol. 1. Belgrade: Serbian Literary Guild. pp. 141–155.
- Ćirković, Sima (1981). "Srbija između Vizantijskog carstva i Bugarske". Istorija srpskog naroda. Vol. 1. Belgrade: Serbian Literary Guild. pp. 156–169.
- Ćirković, Sima (1981). "Osamostaljivanje i uspon dukljanske države". Istorija srpskog naroda. Vol. 1. Belgrade: Serbian Literary Guild. pp. 180–196.
- Ćirković, Sima (1982). "Godine kriza i previranja". Istorija srpskog naroda. Vol. 2. Belgrade: Serbian Literary Guild. pp. 47–63.
- Ćirković, Sima (1982). "Protivrečnosti balkanske politike". Istorija srpskog naroda. Vol. 2. Belgrade: Serbian Literary Guild. pp. 230–240.
- Ćirković, Sima (1982). "Kretanja prema severu". Istorija srpskog naroda. Vol. 2. Belgrade: Serbian Literary Guild. pp. 314–329.
- Ćirković, Sima (1982). "Srpska vlastela u borbi za obnovu Despotovine". Istorija srpskog naroda. Vol. 2. Belgrade: Serbian Literary Guild. pp. 373–389.
- Ćirković, Sima (1982). "Pad Bosne i pokušaji otpora turskom osvajanju". Istorija srpskog naroda. Vol. 2. Belgrade: Serbian Literary Guild. pp. 390–402.
- Ćirković, Sima (1982). "Srpski živalj na novim ognjištima". Istorija srpskog naroda. Vol. 2. Belgrade: Serbian Literary Guild. pp. 431–444.
- Ćirković, Sima (1982). "Poslednji Brankovići". Istorija srpskog naroda. Vol. 2. Belgrade: Serbian Literary Guild. pp. 445–464.
- Ćirković, Sima (1982). "Srbi u odbrani ugarskih granica". Istorija srpskog naroda. Vol. 2. Belgrade: Serbian Literary Guild. pp. 465–478.
- Ćirković, Sima (1982). "Poslednji despoti". Istorija srpskog naroda. Vol. 2. Belgrade: Serbian Literary Guild. pp. 479–490.
- Ćirković, Sima (1991). "Tragovi slovenskog stanovništva na tlu Albanije u srednjem veku". Stanovništvo slovenskog porijekla u Albaniji. Titograd: Istorijski institut. pp. 43–56.
- Ćirković, Sima (1995). Srbi u srednjem veku. Belgrade: Idea.
- Ćirković, Sima; Mihaljčić, Rade, eds. (1997). Enciklopedija srpske istoriografije. Belgrade: Knowledge. ISBN 9788680269351.
- Ćirković, Sima; Mihaljčić, Rade, eds. (1999). Leksikon srpskog srednjeg veka. Belgrade: Knowledge. ISBN 9788683233014.
- Ćirković, Sima (2000). "Archiepiscopus Craynensis". Istorijski Zapisi. 73 (1–2): 47–54.
- Ćirković, Sima (2004). Srbi među evropskim narodima. Belgrade: Equilibrium. ISBN 9788682937043.
- Ćirković, Sima (2004). The Serbs. Malden: Blackwell Publishing. ISBN 9781405142915.